# Фанеромени (Лефкас)
Монастырь Фанероме́ни (греч. Μονή Φανερωμένης) — православный мужской монастырь Левкадской и Итакийской митрополии Элладской православной церкви, расположенный на острове Лефкас, близ западной окраины города Лефкас.

## История
История монастыря уходит в глубь веков, возводя его основание ко временам апостолов. По преданию, монастырь был воздвигнут на месте, где изначально существовал величественный языческий храм, посвящённый Артемиде. По прибытии на остров Лефкас апостолов от семидесяти — Акилы, Иродиона и спутника апостола Павла Сосиона, на острове впервые было проповедано Евангелие, создана христианская община, а Сосион стал первым епископом данной территории и был рукоположен в святительский сан апостолом Павлом. Именно по просьбе епископа Сосиона, апостол Иродион, совершил молитву и древний языческий храм Артемиды рухнул, а на его месте была воздвигнута церковь, освящённая в честь Богоматери.
В 332 году с епископом Агафархом (Αγάθαρχος) на Лефкас прибыло пять монахов, двое из которых поселились рядом с церковью Богородицы, а трое — близ деревни Александрос, где сейчас находится монастырь (исихастирий) Святых Отцов.
Другое предание гласит, что икона Божией Матери Фанеромени была написана в V веке иеромонахом Каллистом священником и гимнографом из храма Святой Софии в Константинополе. Когда иеромонах приступил к написанию иконы, образ, по преданию, сам проступил из доски и ему осталось лишь раскрасить её, добавив надписание «нерукотворная».

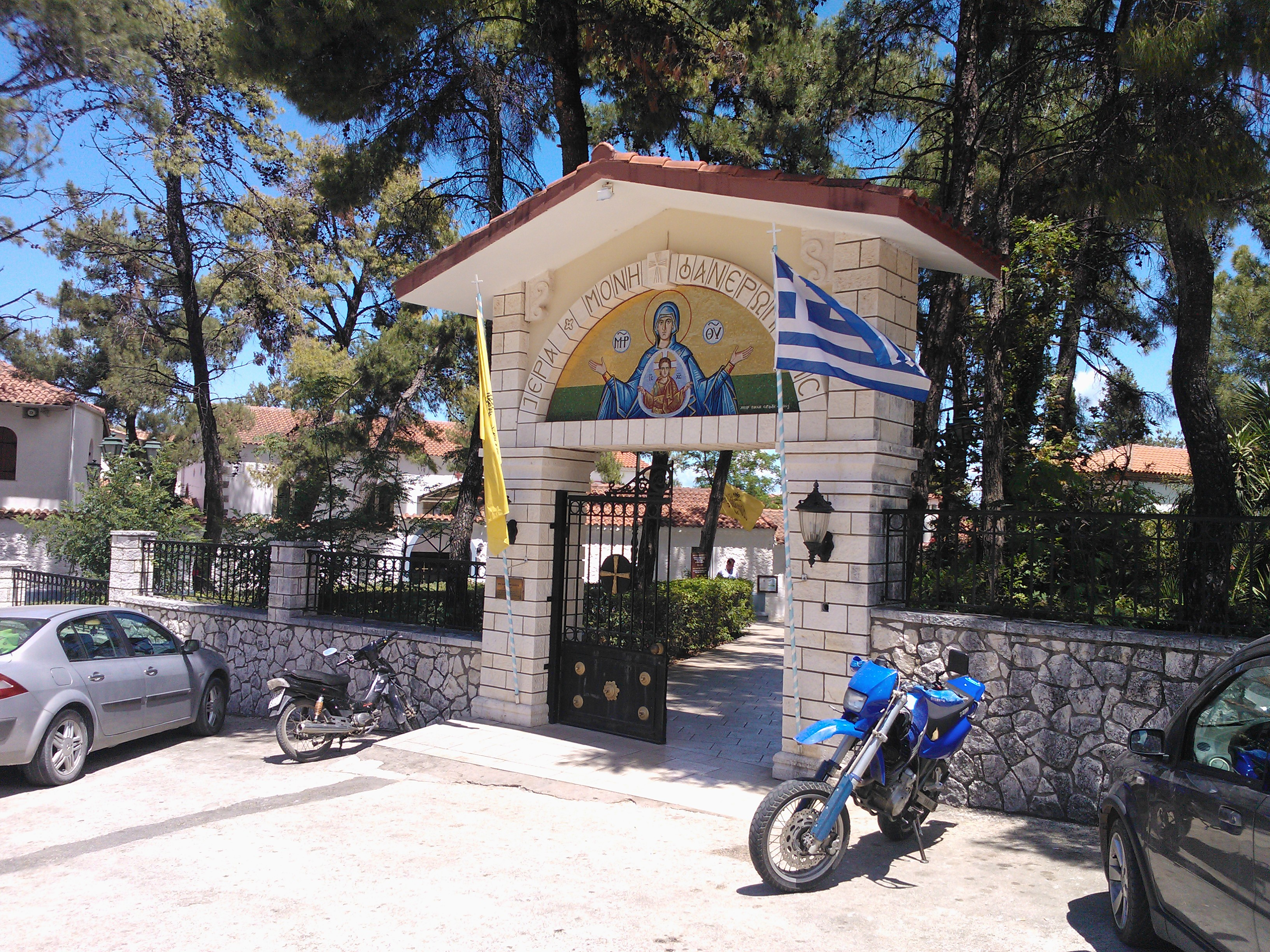

Окончательно монастырь был сформирован в 1734 году, во времена венецианского господства на острове, а после этого многократно подвергался разрушению и восстановлению. Главный храм монастыря был капитально перестроен после пожара, произошедшего в 1886 году и уничтожившего всё внутреннее оригинальное убранство. Навая икона Божией Матери Фанеромени является копией старинного образа и написана на Афоне в 1887 году монахом Вениамином Контракисом. Иконостас также был выполнен в 1887 году мастером Ефстафием Просалентисом младшим, а иконы исполнены братьями — Христодулом и Фомой Зографос в 1919 году. Кроме того, ряд образов перед иконостасом исполнен мастером Леонидом Сидерисом.
В последние годы монастырь был капитально отреставрирован, построены новые братские корпуса, дом настоятеля, открыты библиотека и церковный музей, представляющий развитие церковного искусства Лефкаса. Также построена и освящена часовня в честь святого Силуана Афонского.
В день Святого Духа (понедельник после Пятидесятницы), когда почитается икона Богоматери Фанеромени, в монастырь стекаются тысячи паломников. Перед входом в обитель устроен небольшой зоосад, привлекающий также многочисленных посетителей с детьми.